# Ignacy Leszczyński
Ignacy Józef Antoni Floryan Leszczyński herbu Abdank (ur. 1798 w Jarantowicach, zm. 28 czerwca 1857 w Belnie) – syn Pawła i Anny z Kiełczewskich. W 1816 r. zmarł jego ojciec, na nim spoczął wówczas obowiązek opieki nad matką i młodszą siostrą Ludwiką Joanną Rozalią.

## Życiorys
W 1822 r. Ignacy Leszczyński poślubił Urszulę Zaborowską, córkę Stanisława i Karoliny, właścicieli Zaborowa i 
Belna w powiecie gostynińskim oraz Zbijewa koło Chodczy.
W 1825 r. Leszczyńscy nabyli majątek ziemski składający się z dwóch wsi: Belno i Pomorzany Strumińskie. W 1845 r. założył na obszarze czterech mórg cukrownię Urszulin. Wówczas działa już założona przez niego olejarnia i gorzelnia. Leszczyński „połączył rolnictwo z przemysłem”, a Belno „wyglądało jak porządne, niemieckie miasteczko”. Zarządzanie majątkiem wzbudziło duże zainteresowanie. Belno odwiedzały i podziwiały osoby przybyłe z Cesarstwa, Wielkiego Księstwa Poznańskiego i Krakowskiego oraz z zagranicy. Wiele osób kształciło się w jego majątku w zawodzie rolniczym. Nazywany był przez współczesnych polskim Thaerem lub Schwartzem.
Dbał również o mieszkańców swoich włości, o ich zdrowie i potrzeby życia. W okolicy zyskał sobie tytuł „Nestora agronomów”. W 1854 r., w dniu imienin, otrzymał pamiątkowy puchar srebrny z godłami gospodarstwa od obywateli powiatu gostynińskiego, włocławskiego i łęczyckiego. Leszczyński jako pierwszy zabrał głos w sprawie dobrowolnych składek na szpital powiatowy i sam „hojnym darem” dał przykład. Zabiegał o połączenie drogowe Krośniewic z Płockiem. Angażował się również w działalność społeczną. Przez sześć lat był członkiem Rady Opiekuńczej Zakładów Dobroczynnych w Powiecie Gostynińskim, Komitetu wsparcia włościan niedostatkiem dotkniętych, Komitetu budowy dróg bitych, członkiem Komitetu od zarazy księgosuszu oraz Radcą Dyrekcji Ubezpieczeń w Powiecie Gostynińskim.
W 1847 r. opublikował artykuł w „Roczniku Gospodarstwa Krajowego” pt. Przegląd z lat wielu gospodarstwa, na kilku folwarkach prowadzonego.
Naczelnik Powiatu Gostynińskiego zaprezentował Gubernatorowi Cywilnemu w roku 1856 Ignacego Leszczyńskiego, prosząc o nadanie Leszczyńskiemu orderu Świętego Stanisława.

## Okoliczności śmierci
W nocy z 27 na 28 czerwca 1857 r., o godzinie drugiej, został zamordowany przez będącego u niego na służbie 22-letniego ogrodnika Krystiana Józefa Ahrensa. Zabójca pochodził z okolic Hanoweru. Zbrodni dokonał poprzez uderzenie Leszczyńskiego w skroń gracą ogrodniczą lub ostrym końcem młotka, a według innej wersji go zastrzelił. Stało się to w letni ciepły wieczór, gdy Leszczyński przy otwartym oknie liczył i rozkładał pieniądze przeznaczone dla pracowników na wypłatę. Ahrens zrabował pieniądze, złoty zegarek i niektóre przedmioty z garderoby. Po zabójstwie zbiegł z Edwardem Rozenowem, piętnastoletnim ogrodnikiem, prawdopodobnie mającym współudział w zbrodni. Tej samej nocy zmarła w Warszawie jego żona Urszula. Uroczystości pogrzebowe Ignacego Leszczyńskiego odbyły się 2 i 3 lipca 1857 r. Również w dniu imienin, 31 lipca, w Belnie odbyła się msza żałobna, w której udział wzięli kapłani z powiatów: gostynińskiego, włocławskiego i łęczyckiego: z Góry Świętej Małgorzaty, Chodcza, Gąbina i Dąbrowic. Ignacy Leszczyński został pochowany na cmentarzu parafialnym w Sokołowie. Na cokole nagrobku z piaskowca w kształcie kolumny zwieńczonej krzyżem widnieje napis: Ignacemu z Belny Leszczyńskiemu czcigodnemu ojcu pozostała rodzina. Leszczyńscy mieli dziewięcioro dzieci: Józefa Zabokrzecka, Zofia Paulina Szymońska, Ignacy Jan Leszczyński, Leokadia Tekla Balicka, Marianna Angela Leszczyńska, Stanisław Wiktor Zygmunt Leszczyński,  Anna Magdalena Chałubińska (żona Tytusa Chałubińskiego), Ludwika Kaplińska i Paulina Urszula Leszczyńska.